# طالقان (همبرات)
طالقان (بالفارسية: طالقان) هي قرية تقع في إيران في قسم همبرات الريفي. يقدر عدد سكانها بـ 0 نسمة بحسب إحصاء 2016.